# Pedra do Baú
Pedra do Baú es una formación rocosa situada en el municipio de São Bento do Sapucaí, en São Paulo, al sureste de Brasil. El accidente geográfico gneis se compone de tres diferentes "piedras": Pedra do Bau, Bauzinho y Ana Chata. En su punto más alto, la elevación alcanza los 1950 m. La formación es un sitio popular para la escalada, parapente, y otras formas de ecoturismo.

Vista panorámica

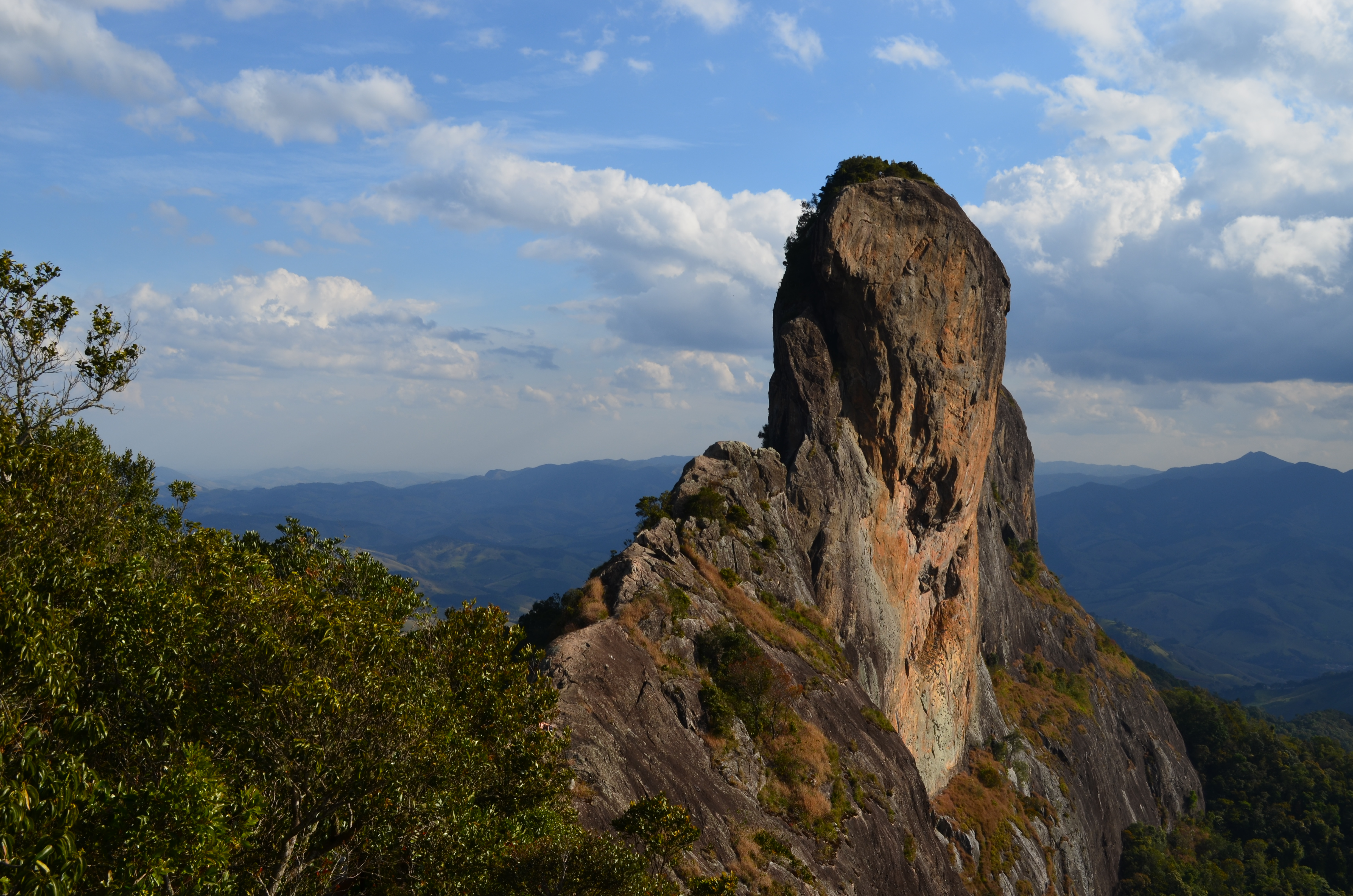
Pedra do Baú.